# Pterocarpus marsupium
Pterocarpus marsupium är en ärtväxtart som beskrevs av William Roxburgh. Pterocarpus marsupium ingår i släktet Pterocarpus och familjen ärtväxter. IUCN kategoriserar arten globalt som sårbar.

## Underarter
Arten delas in i följande underarter:
- P. m. acuminatus
- P. m. marsupium

## Bildgalleri

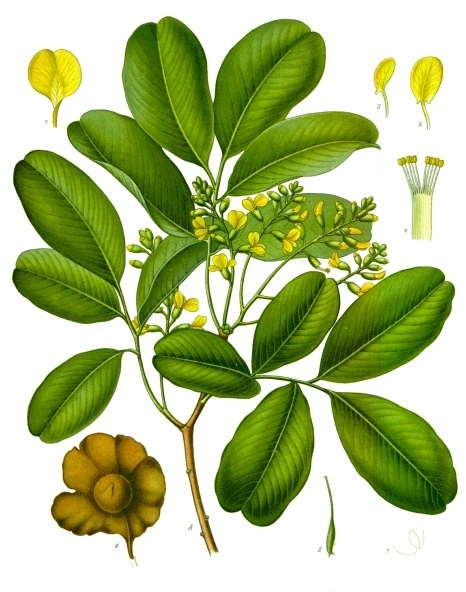
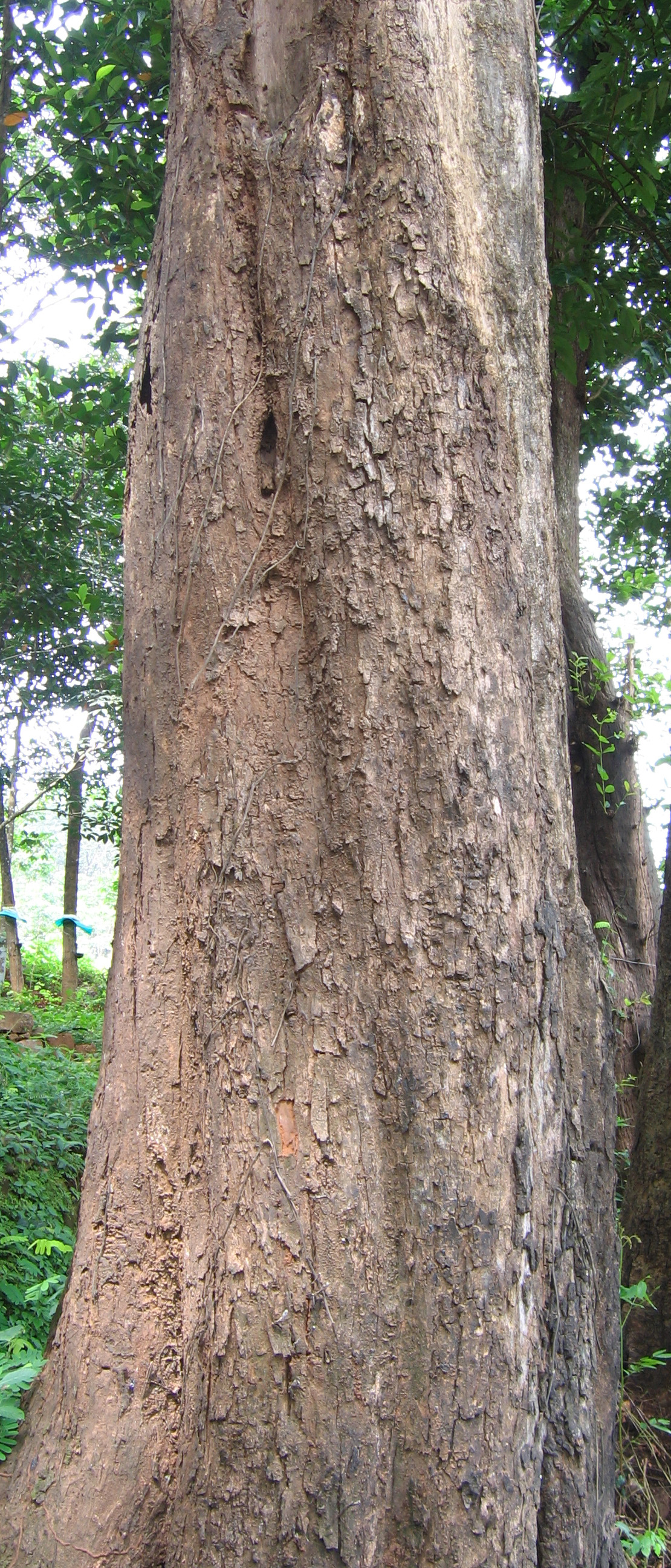
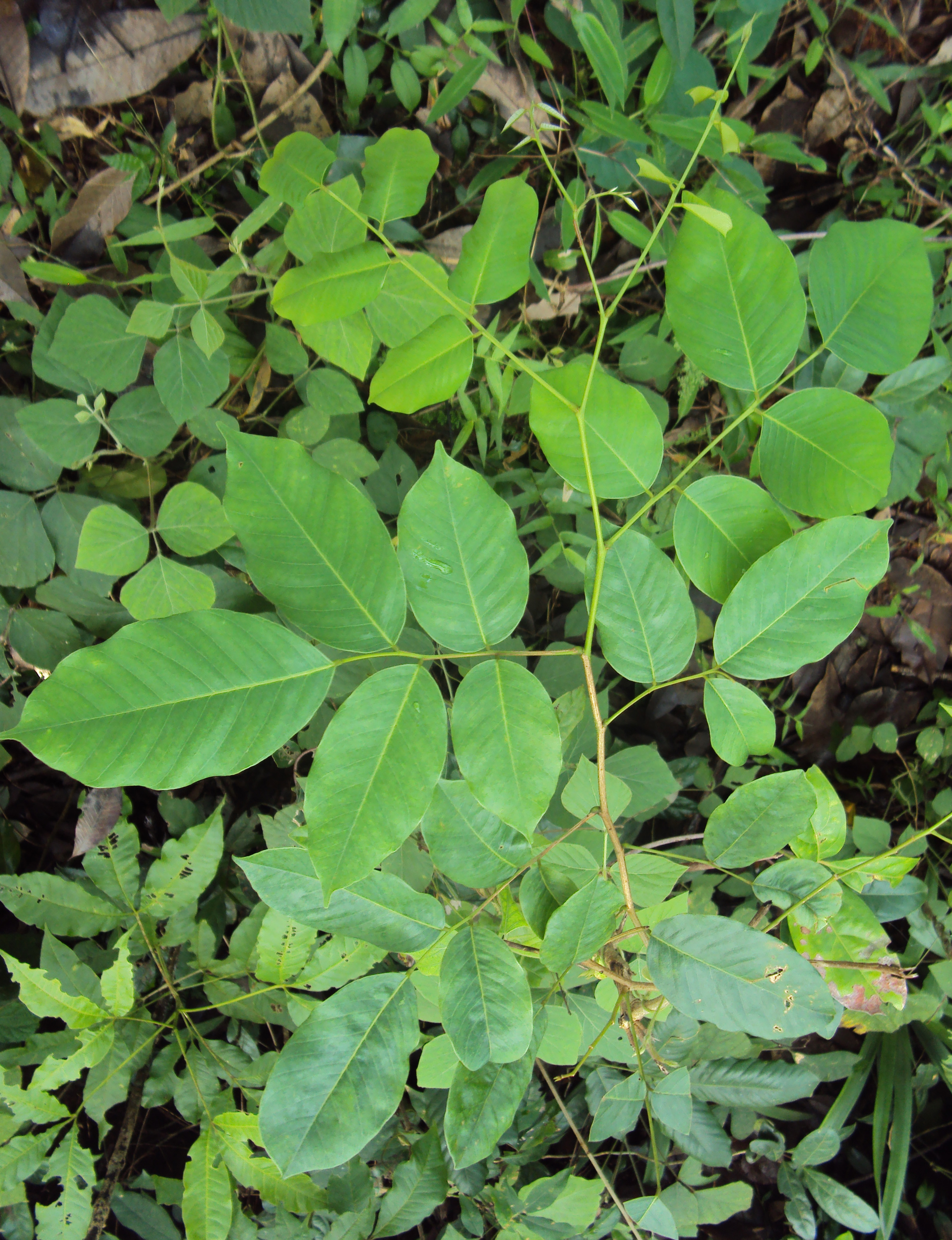
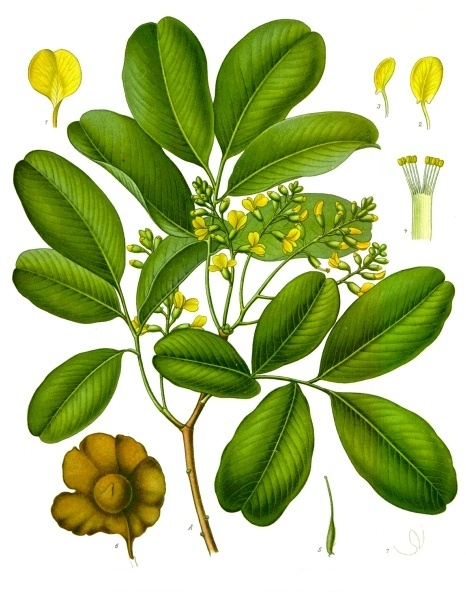
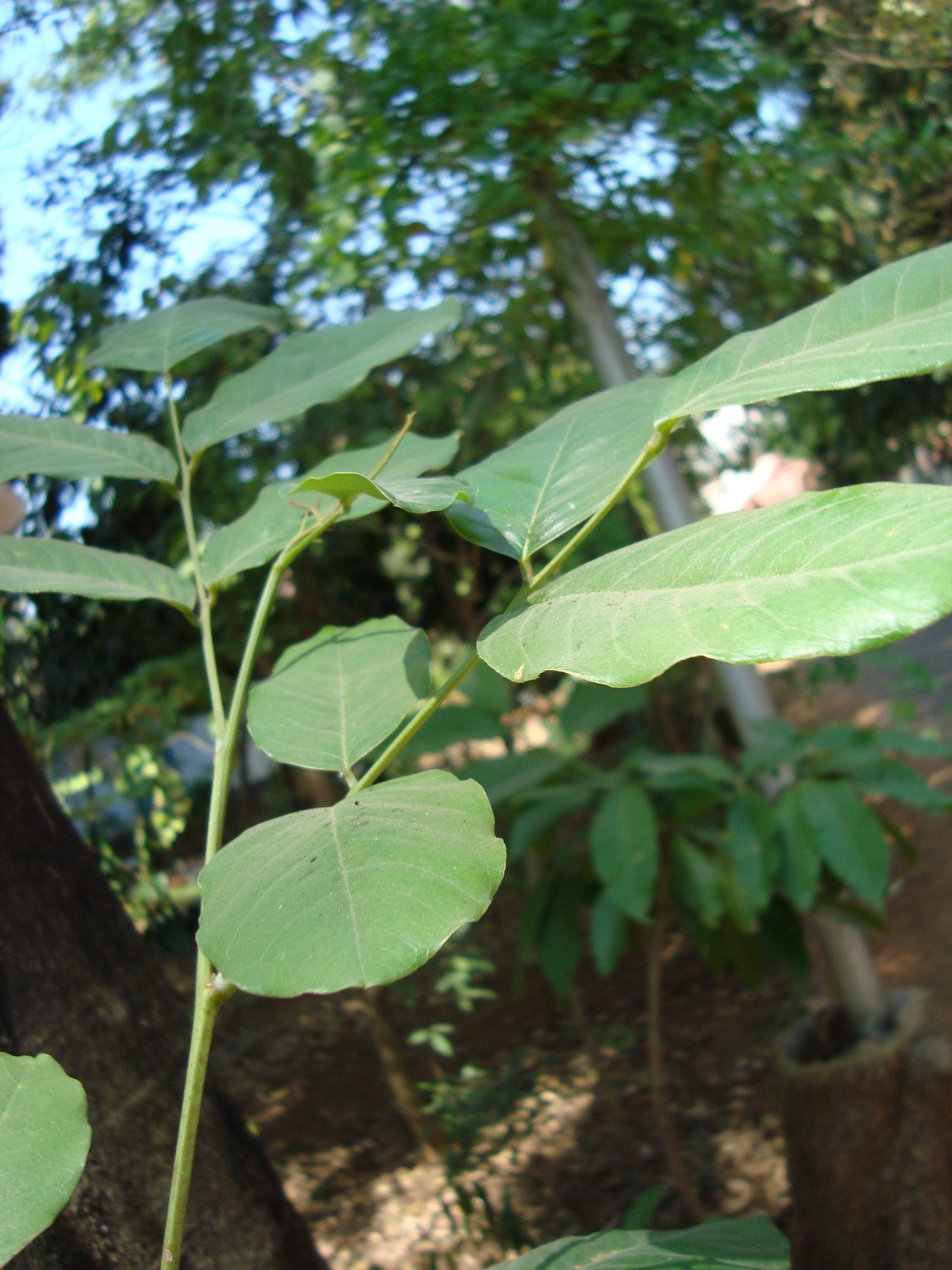